# Liste des sites Ramsar au Yémen
Cet article recense les zones humides du Yémen concernées par la convention de Ramsar.

## Statistiques
La convention de Ramsar est entrée en vigueur au Yémen le 8 février 2008.
En janvier 2020, le pays compte un site Ramsar, couvrant une superficie de 5,8 km2.

## Liste
| Site             | Gouvernorat | Notes | Date         | Superficie (km²) | Altitude (m) | Identifiant Ramsar | Identifiant WDPA | Coordonnées                       | Photo |
| ---------------- | ----------- | ----- | ------------ | ---------------- | ------------ | ------------------ | ---------------- | --------------------------------- | ----- |
| Lagune de Detwah | Socotra     |       | 10 août 2007 | 5,80             | -2 - 400     | 1736               | 555542725        | 12° 42′ 22″ nord, 53° 30′ 25″ est |       |